# 珍妮·阿姆斯特朗
珍妮·阿姆斯特朗（英語：Jenny Armstrong，1970年3月3日—），新西兰、澳大利亚女子帆船运动员。她曾代表新西兰、澳大利亚参加1992年、2000年和2004年夏季奥林匹克运动会帆船比赛，其中2000年奥运会获得一枚金牌。